# 鄭宇碩

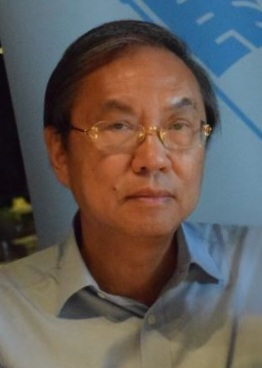
鄭宇碩

鄭宇碩，JP（1949年—）天主教徒，前香港城市大學政治學教授、華人民主書院董事兼榮譽校長及真普選聯盟召集人，前香港公民黨秘書長（2006-2008），2020年12月起移民到澳洲居住。

## 简歷
鄭宇碩祖籍廣東省恩平市，在香港出生與長大，早年就讀德明中學（小學部）、喇沙小學和喇沙書院（1967年中五），先後於香港大學社會科學學士、紐西蘭惠靈頓維多利亞大學文學士及南澳大利亞弗林德斯大学博士學位畢業。他就讀中二時已替人補習，中四時在夜中學任教以幫補家計。及後曾經任教於香港中文大學（1977年至1989年）及香港公開進修學院（1989年至1991年）。1991年至1992年，他擔任中央政策組委員，及於1992年7月加入香港城市大學擔任政治學教授，至2015年6月退休。
2020年6月，鄭宇碩在自由亞洲電台公開露面，透過自己因健康狀況須休養，到8月時有消息指他已離港；到12月他在網台節目時透露自己移居澳洲，協助當地年輕民主派接觸澳洲國會議員及政黨。鄭宇碩曾任自由亞洲電台粵語清談節目《碩破天驚》主持人。

## 民主運動

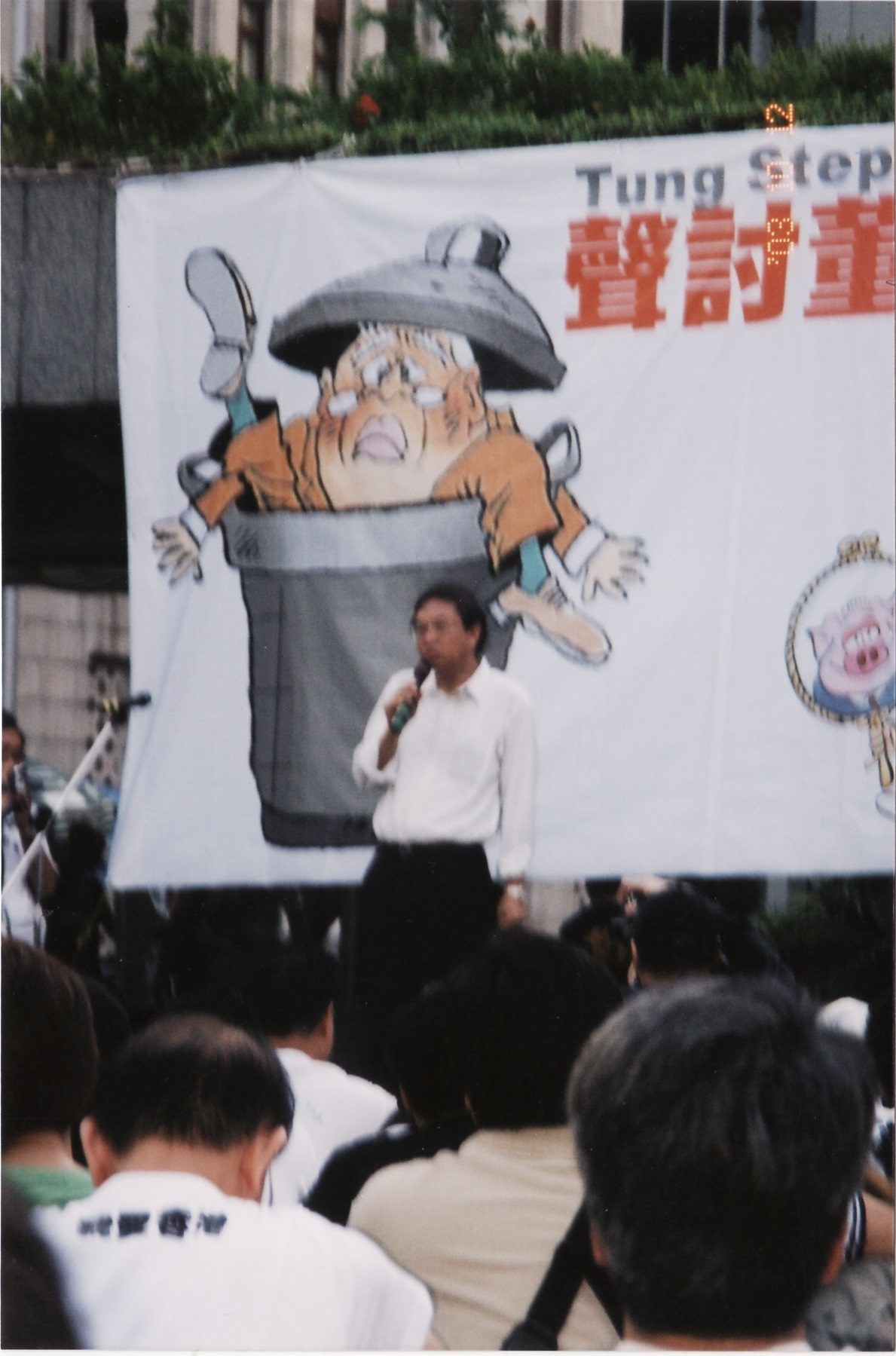
鄭宇碩教授應邀出席民主倒董力量集會。2003年10月12日，遮打花園。

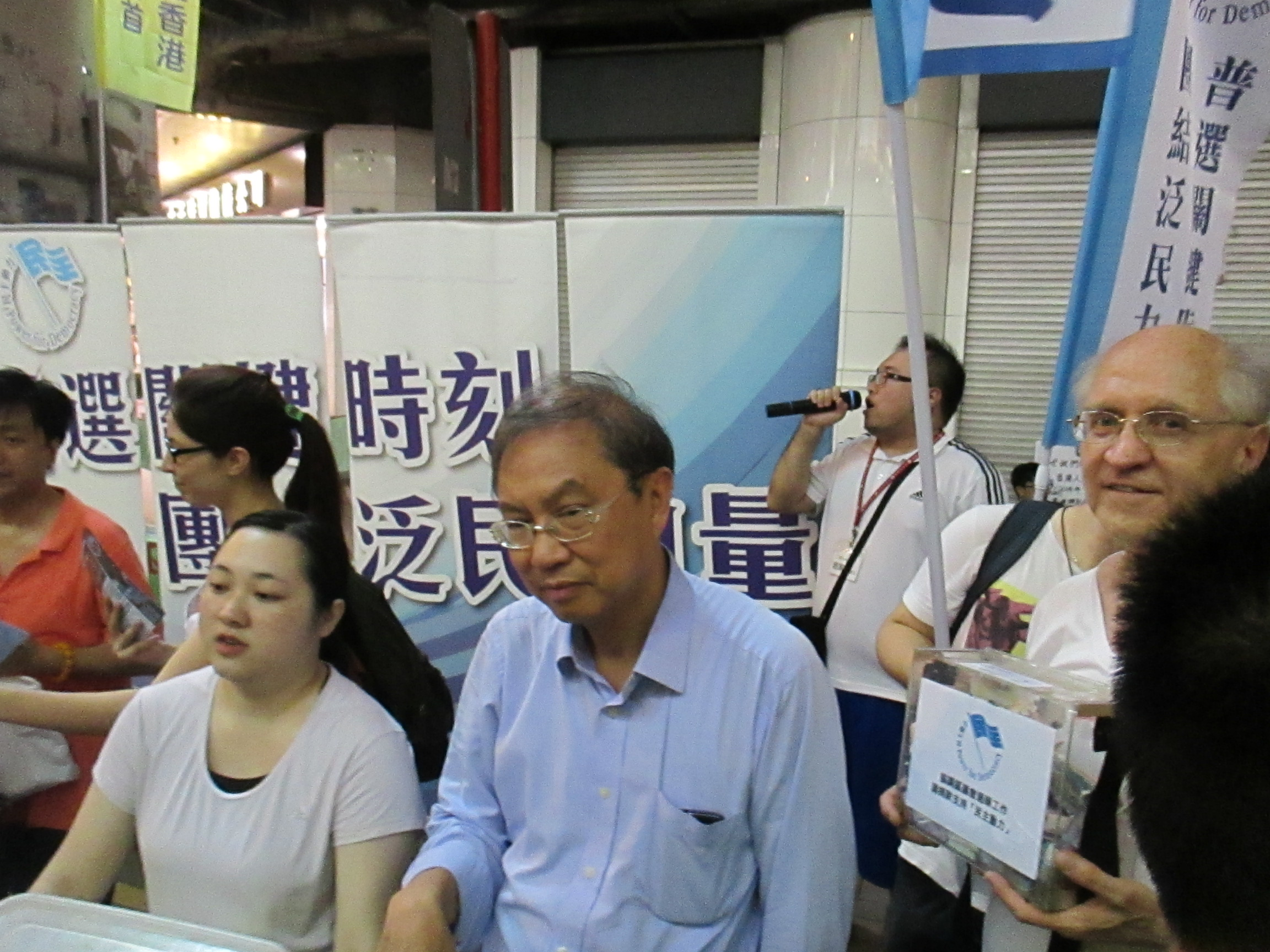
2014年七一，鄭宇碩在民主動力街站。

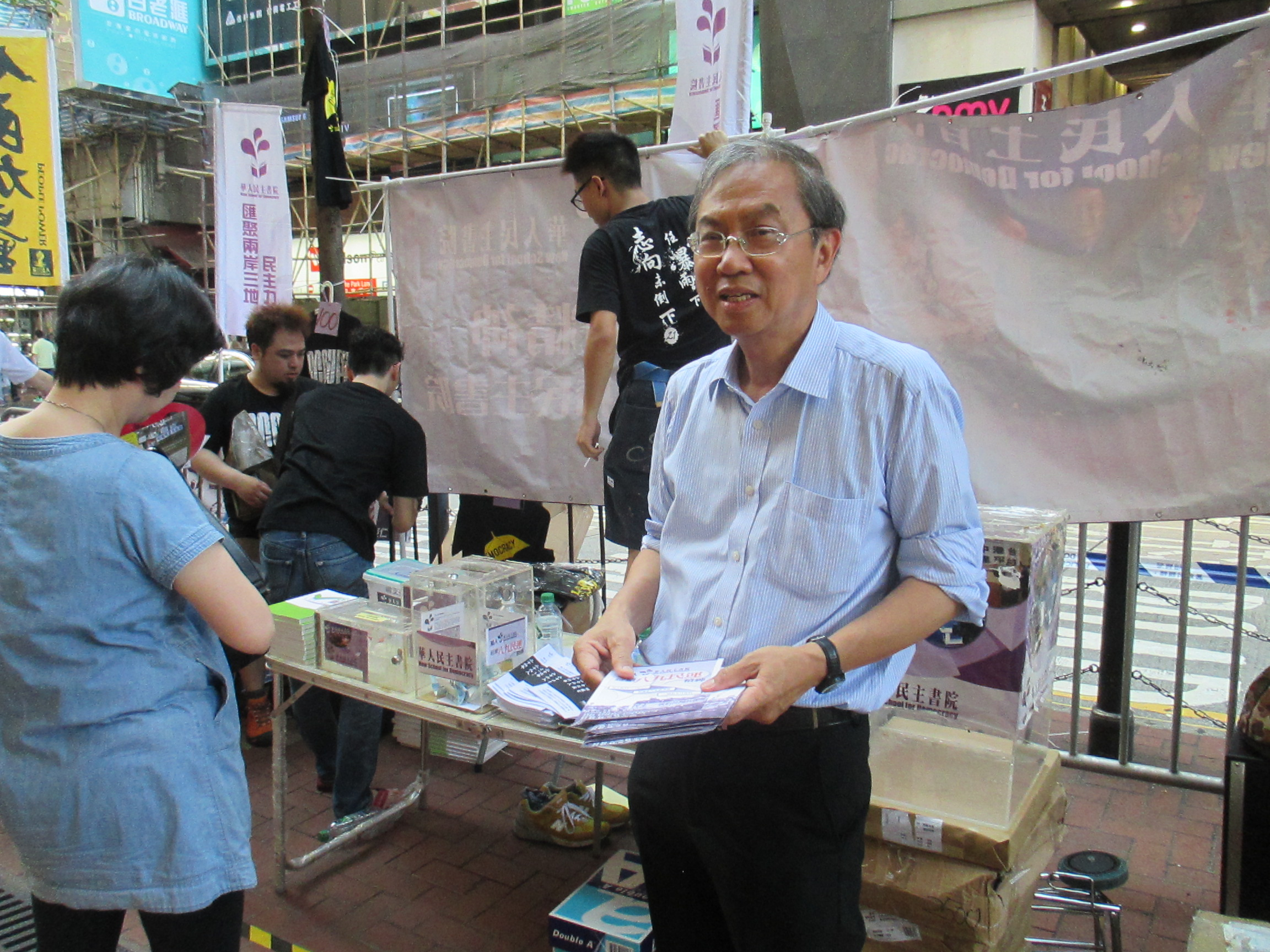
2015年六四，華人民主書院街站，鄭宇碩。

- 鄭宇碩是「民主動力」的召集人，2003年起，負責協調泛民主派在區議會與立法會的選舉，致力避免民主派的選舉內耗，務求集中力量對抗建制派政黨。
- 2011年,鄭宇碩出任「華人民主書院」董事兼校長。
- 2013年，鄭宇碩出任「真普選聯盟」召集人，致力為泛民協調、制訂出共同的普選方案，同特區政府、北京政府談判，爭取普選特首、普選立法會。

## 爭議

### 涉嫌学术抄袭问题
香港城市大学在2014年7月收到前鄭宇碩高級研究助理鄭文龍以署名書函投訴，指責鄭宇碩分別在2002和2003年只翻譯中國大陸學者的中文論文譯成英語，卻以自己為第一作者的聯名方式以英文發表，質疑有違學術誠信。鄭宇碩回應時承認曾翻譯相關文章，但有作出一些改動。香港城市大學已成立委員會調查，暫時未有結論。
鄭宇碩就此於2014年7月21日發表聲明，並公開多份電郵記錄，包括其本人及研究助理向論文作者發出的道歉信。鄭宇碩指是研究助理向期刊上報作者時出錯，但並不存有抄襲。論文作者亦知悉鄭宇碩會將論文翻譯及修訂後出版。
2015年5月，校方指鄭宇碩在處理抄襲事件不恰當，將他從講座教授降職為教授。

### 国籍问题
鄭宇碩与妻子及两名子女早在1980年代就取得澳洲国籍，為了方便在中國大陸工作時取得澳洲領事保護，他在1997年7月左右主动放弃了中国国籍。2014年7月11日，《文匯報》頭版報導指，鄭宇碩在2002年6月向入境事務處申請香港特區護照時虛報自己為中國國籍。但他在電台節目澄清自己並無申請過特區護照，只是當年報名參加東歐旅行團時，旅行社填表說持特區護照會便宜一點，便在表格剔錯了特區護照一項。其後在7月21日，鄭宇碩發表聲明指是「十二年前失察遞交表格申請特區護照」。

### 捐款來源
2014年7月，鄭宇碩與公民黨黨魁梁家傑被指開立聯名帳戶收取收受黎智英的合共60萬元捐款。其後真普聯發表聲明，澄清該帳戶為真普聯的臨時帳戶，兩人沒有收受利益。

### 流傳列入危害國家安全分子名單
2020年全國人大通過實施《香港國安法》後，網絡曾流傳鄭被列入危害國家安全分子資料製成的「國安啤牌」首批名單。消息人士指出，雖然他未有在反修例運動中被捕，但由於他被指在2014年佔領行動期間「勾結外國勢力」，與泛民人士關係親密，加上在《香港國安法》實施後離港，星島日報形容“令人有不少聯想”。